# Pays de la Dendre

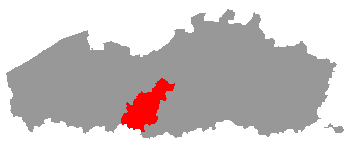
Localisation en Flandre

Le Pays de la Dendre (en néerlandais : Denderstreek ou Denderland) est la région naturelle de Flandre-Orientale. baignée par la Dendre, affluent de l'Escaut. 

## Géographie

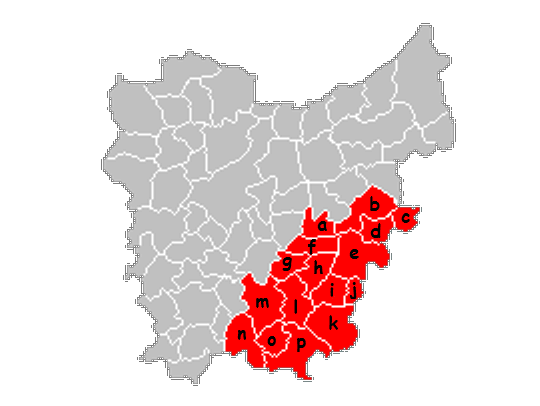
Localisation en Flandre-Orientale a = Wichelen
b = Termonde
c = Buggenhout
d = Lebbeke
e = Alost
f = Lede
g = Hautem-Saint-Liévin
h = Erpe-Merei = Haaltert
j = Denderleeuw
k = Ninove
l = Herzele
m = Zottegem
n = Bracle
o = Lierde
p = Grammont

Le pays de la Dendre comprend les villes et communes suivantes : 
- Alost contient : Alost, Baardegem, Erembodegem, Gijzegem, Herdersem, Hofstade, Meldert, Moorsel, Nieuwerkerken et Terjoden
- Brakel contient : Audenhove-Sainte-Marie, Elst, Everbeek, Michelbeke, Nederbrakel, Opbrakel, Parike et Zegelsem
- Buggenhout contient : Briel, Buggenhout, Opdorp et Opstal
- Denderleeuw contient : Denderleeuw, Iddergem et Welle
- Erpe-Mere contient : Aaigem, Bambrugge, Burst, Den Dotter, Egem, Erondegem, Erpe, Mere, Ottergem et Vlekkem
- Grammont contient : Goeferdinge, Grammont, Grimminge, Idegem, Moerbeke, Nederboelare, Nieuwenhoven, Onkerzele, Ophasselt, Overboelare, Schendelbeke, Smeerebbe-Vloerzegem  (Smeerebbe et Vloerzegem), Viane, Waarbeke, Zandbergen et Zarlardinge
- Haaltert contient : Den Dotter, Denderhautem, Haaltert, Heldergem, Kerksken et Terjoden
- Hautem-Saint-Liévin contient : Bavegem, Hautem-Saint-Liévin, Letterhoutem, Vlierzele et Zonnegem
- Herzele contient : Borsbeke, Essche-Saint-Liévin, Herzele, Hillegem, Ressegem, Saint-Antelinkx, Steenhuize-Wijnhuize et Woubrechtegem
- Lebbeke contient : Denderbelle, Lebbeke et Wieze
- Lede contient : Impe, Lede, Oordegem, Papegem, Smetlede et Wanzele
- Lierde contient : Deftinge, Hemelveerdegem, Lierde-Sainte-Marie et Lierde-Saint-Martin
- Ninove contient : Appelterre-Eichem, Aspelare, Denderwindeke, Lieferinge, Meerbeke, Lebeke, Nederhasselt, Neigem, Ninove, Okegem, Outer, Pollare et Voorde
- Termonde contient : Appels, Audeghem, Baesrode, Grembergen, Mespelare, Schoonaarde, Sint-Gillis-bij-Dendermonde et Termonde
- Wichelen contient : Schellebelle, Serskamp et Wichelen
- Zottegem contient : Audenhove-Saint-Géry, Audenhove-Sainte-Marie, Elene, Erwetegem, Godveerdegem, Grotenberge, Leeuwergem, Oombergen, Strijpen, Velzeke-Ruddershove et Zottegem

## Cours d'eau
- La Dendre, la rivière principale du bassin de la Dendre.
- Le Molenbeek-Ter Erpenbeek, qui traverse Zottegem, Herzele, Haaltert, Erpe-Mere et Alost, un affluent de la Dendre.
- Le Molenbeek, qui traverse Zottegem, Herzele, Erpe-Mere, Hautem-Saint-Liévin, Lede et Wichelen et est un des trois cours d'eau "Molenbeek" dans le bassin hydrographique Drie Molenbeken (les Trois Molenbeek), un affluent de l'Escaut.

## Les autres régions de Flandre-Orientale

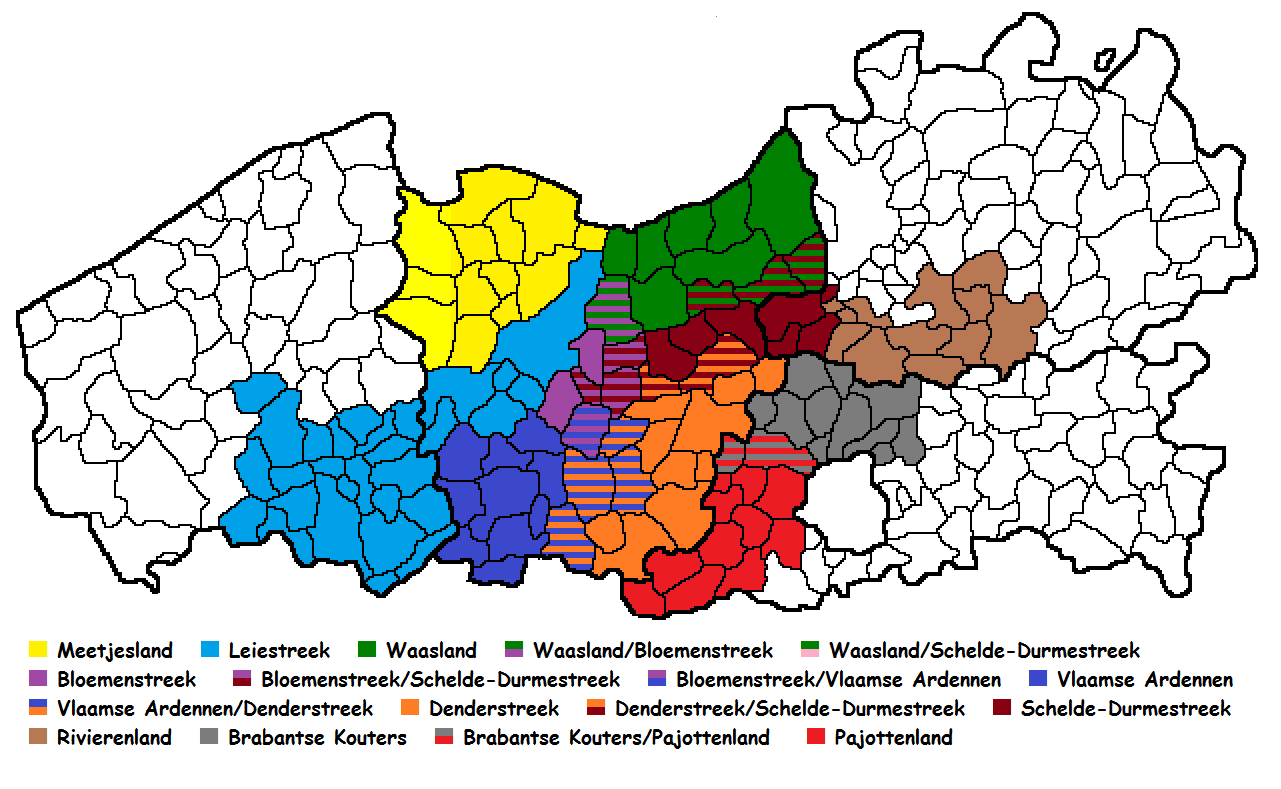